# Ville ronde de Bagdad
La ville ronde de Bagdad est une ancienne ville fondée en 762 par le calife Al-Mansur.

## Description
La ville ronde de Bagdad, ou Madinat al-Salam (Ville de la Paix) est fondée en 762 par le calife abbasside Al-Mansur. Conçue pour devenir la capitale de l'Empire abbasside, elle symbolisait la puissance et l'ordre divin, tout en centralisant l'administration d'un empire s'étendant sur une grande partie du monde islamique. La fondation de cette ville est généralement regardée comme l'un des évènements les plus importants de l'histoire du monde islamique[réf. obsolète].
Ce projet architectural marque une rupture avec les anciennes traditions omeyyades et reflète une orientation culturelle propre au califat abbasside. La place de cette ville dans l'imaginaire arabe, et plus encore le lien universel, en fait à l’époque une « ville-monde ».
Les connaissances de la ville de Bagdad abbasside reposent essentiellement sur des sources écrites, car il ne subsiste presque rien des monuments et du tissu urbain de l’époque. Ni la toponymie ni le tracé des rues n’ont conservé le souvenir des temps anciens. Les incendies, les inondations, les destructions causées par les guerres et les invasions, ainsi que l’usure naturelle des siècles, ont effacé toute trace des édifices califaux, souvent construits en brique crue.

## Histoire et fondation

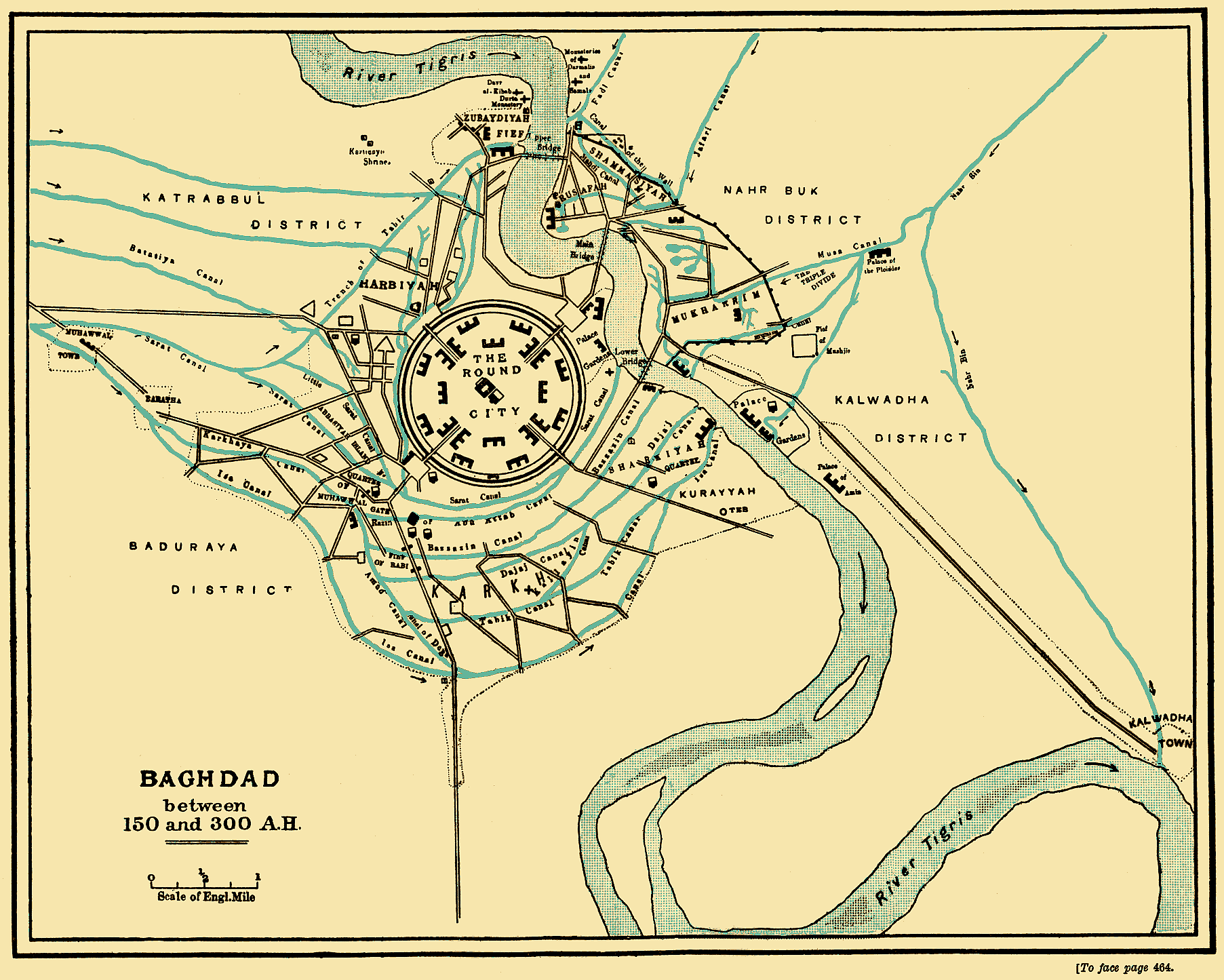
Plan de Bagdad

La fondation de la ville ronde de Bagdad s'inscrit dans le contexte des réformes administratives et culturelles menées par les Abbassides après leur prise de pouvoir en 750. Le calife Al-Mansur choisit le site de Bagdad pour sa position stratégique au bord du Tigre, au croisement des routes commerciales reliant la Perse, la Syrie et l'Inde. Ce dernier souhaitait en faire « le carrefour de l’univers ». Bien que les plans de cette cité auraient été mis sur papier dès 141 de l’hégire (ce qui correspond à la période comprise entre le 20 mai 758 et le 8 mai 759 du calendrier grégorien), les travaux ne commencèrent que lorsque le sultan eut recruté 100 000 ouvriers.
Le nom officiel, Madinat al-Salam, reflétait les aspirations idéologiques et spirituelles de l'époque, bien que le nom local, Bagdad, soit resté d'usage courant.
L'objectif de la construction était de faire de Bagdad non seulement une capitale administrative, mais aussi un centre intellectuel et religieux du monde islamique. La ville devint rapidement un carrefour culturel et un symbole de la centralisation du pouvoir abbasside.
La structure circulaire de la ville ronde, inspirée des traditions architecturales persanes et mésopotamiennes, reflétait également une influence géométrique héritée d'Euclide. Le plan en cercle parfait, d'un diamètre estimé à 2,5 km, représentait l'ordre cosmique et l'unité du califat.

## Caractéristiques principales

### Le centre
Au cœur de la ville se trouvait le Palais doré (en) (Qasr al-Dhahabi), résidence du calife, surmonté d'un dôme vert de 48 mètres de haut. Ce dôme, visible à des kilomètres, symbolisait l'ordre cosmique et l'unité du califat abbasside, reflétant une vision politique et spirituelle centralisée. Malheureusement, en raison de la destruction complète du palais au fil des siècles, il n'existe pas de photographies ou de représentations contemporaines de cette structure.
À proximité se trouvait la grande mosquée d'Al-Mansur (en), où se déroulaient les principales activités religieuses. Le nombre de mosquées et de hammams présents dans la ville de cette époque ne fait pas consensus auprès des chercheurs mais il en existait au moins plusieurs milliers.

### Les axes principaux
La ville était divisée en quatre quartiers par deux grandes avenues se croisant au centre, formant un plan en croix. Ces axes reliaient le centre aux quatre portes monumentales (en). Chacune de ces portes servait de point d'accès principal vers les régions correspondantes, facilitant ainsi les échanges commerciaux et culturels.
- Porte de Syrie (au nord-ouest),
- Porte de Bassora (au sud-ouest),
- Porte de Koufa (au sud-est),
- Porte du Khorasan (au nord-est)[9].

### Les fortifications
La ville était protégée par un fossé de 20 mètres de large et deux enceintes circulaires composées de murs et de 112 tours défensives[réf. nécessaire]. Par ailleurs, les cours d’eau, naturels ou artificiels, servaient de rempart efficace, protégeant au moins la moitié du périmètre bâti de Bagdad.
Le témoignage archéologique le plus significatif, bien qu'il ait aujourd'hui disparu, concerne la muraille érigée en 488/1095 par Al-Mustazhir. Les historiens s'accordent sur le fait que son tracé est demeuré le même depuis la fin des Ve et XIe siècles jusqu'en 1870.

### Les quartiers résidentiels
Entre les remparts et le centre de la ville ronde de Bagdad se trouvaient des habitations, des marchés et des casernes militaires avec une organisation urbaine fonctionnelle et stratégique. En périphérie, les quartiers situés hors des murs de la ville, tels que Karkh, se développaient pour accueillir des marchés et des populations diverses, servaient de lieux de commerce très populaire.

## Rôle intellectuel et culturel
Bagdad, et particulièrement la ville ronde, fut un centre intellectuel majeur grâce à des institutions comme la Maison de la sagesse (Bayt al-Hikma), bibliothèque personnelle du calife, qui apparaît en 832 durant l’âge d’or de l’islam. Son enceinte abritait des traducteurs, des scientifiques et des érudits qui préservèrent et enrichirent les savoirs grecs, persans, indiens, chinois. Elle restera ouverte au moins jusqu'au Xe siècle, peut-être même jusqu'à la destruction de Bagdad, en 1258[réf. nécessaire].
La ville joua un rôle dans la diffusion des savoirs scientifiques et philosophiques à travers le monde islamique et jusqu'en Europe médiévale.

## Déclin et héritage
Bien que la ville ronde ait perdu sa fonction initiale de centre administratif, les califes abbassides ont préféré s’installer dans des palais en dehors des murs comme Al-Khuld (en), qui était utilisé pour recevoir des dignitaires étrangers, organiser des cérémonies, et montrer la richesse et l’autorité du califat, Bagdad demeura un symbole de la grandeur abbasside. Les invasions mongoles et la prise de Bagdad en 1258 marquèrent la fin de la ville en tant que centre du califat.
Aujourd'hui, plus grand-chose ne reste de cette époque. L’accès restreint aux actes de waqf, dont beaucoup ont été transférés à Istanbul, a découragé d’autres chercheurs de poursuivre des investigations plus poussées. Le plan unique de Bagdad et son importance historique continuent d'influencer les recherches sur l'urbanisme islamique et l'architecture médiévale. La connaissance de cette ville abbasside se base principalement sur des textes écrits, car il ne reste presque rien des monuments ou urbanités de l'époque. Les noms des lieux et le tracé des rues ne sont également pas connus. Les incendies, les inondations, les guerres, les invasions et le passage du temps ont effacé les vestiges des édifices califaux.